# Bianca C (schip, 1959)
Costa Cruises kocht in 1957 het motorschip Indrapoera van Rotterdam Lloyd. Het motorschip werd oorspronkelijk in 1925 gebouwd voor het vervoer van vrachten en max. 339 passagiers. Het schip werd in 1957 aangekocht door Giacomo Costa Fu Andrea, het latere Costa Cruises en kreeg de naam Bianca C, maar werd al kort hierna verhuurd aan Messageries Maritime, waar ze de naam Melanasian kreeg. Het schip werd in 1963 gesloopt.